# L'enemic
"L'enemic" (títol original en anglès "The Enemy") és el setè episodi de la tercera temporada de la sèrie de televisió de ciència-ficció estatunidenca Star Trek: La nova generació, i el 55è de tota la sèrie, que es va emetre originalment el 6 de novembre de 1989, en redifusió als Estats Units. Fou dirigit per David Carson amb guió de David Kemper i Michael Piller.
Ambientada al segle XXIV, la sèrie segueix les aventures de la tripulació de la nau de la Flota Estel·lar de la Federació Enterprise-D sota el comandament del capità Jean-Luc Picard. En aquest episodi, el tinent comandant Geordi La Forge (LeVar Burton) està atrapat en un planeta inhòspit perillós per a la vida humana amb un romulà. Els dos adversaris han de treballar junts si volen sobreviure. A bord de l' Enterprise, el tinent Worf (Michael Dorn) s'enfronta a un conflicte entre el seu deure com a oficial de la Flota Estel·lar i els seus prejudicis klíngons contra els romulans; i el capità Picard (Patrick Stewart) han de lluitar amb una au de guerra romulà amb intenció de recuperar el seu propi personal.

## Argument
L’ Enterprise respon a un senyal de socors romulana provinent de Galorndon Core, un planeta prop de la Zona Neutral amb tempestes radiològiques severes que interfereixen amb els transportadors i les comunicacions. Riker, Worf i La Forge es transporten per una finestra durant les tempestes i descobreixen les restes d'una nau romulana a la superfície del planeta hostil. Worf troba un supervivent romulà a prop de la mort i el sotmet. Mentre Riker i Worf porten el romulà de tornada a la balisa per al seu transport de tornada a la nau, La Forge acaba caient en un forat amagat. Riker i Worf intenten trobar-lo, però es veuen obligats a marxar abans que es tanqui la finestra de transport per les tempestes. Quan Geordi aconsegueix sortir, és impossible comunicar-se amb l' Enterprise.
A bord de la nau, la Dra. Crusher atén al romulà, i descobreix que també està patint danys neurològics greus a causa de les tempestes del planeta, i que necessita localitzar un donant coincident d'una varietat rara de ribosomes per mantenir-lo amb vida. Quan el capità Picard demana suggeriments sobre com localitzar Geordi, Wesley Crusher ofereix la idea de llançar una sonda a la superfície del planeta que enviés un senyal de neutrí que podria ser detectat per la VISOR de La Forge, el conduiria a la sonda i li permetria fer servir la següent nau durant la següent  finestra de tempesta. Mentre llancen i controlen la sonda, l' Enterprise detecta una comunicació del comandant romulà Tomalak. Quan el saluden per informar-li que els romulans van violar el tractat entrant a l'espai de la Federació, ho ignora com un malentès i explica que l'embarcació es va desviar de rumb a causa d'un mal funcionament. Picard li informa que van trobar un supervivent, i després d'obtenir garanties que la nau accidentada només tenia l'únic ocupant, accepta reunir-se amb Tomalak a la Zona Neutral per lliurar el supervivent. Diversos membres de la tripulació suggereixen una resposta més agressiva, però Picard adverteix a la seva tripulació que han de manejar la situació amb delicadesa per evitar que desencadeni una altra guerra entre la Federació i l'Imperi Romulà.
A la superfície, La Forge descobreix el senyal de la sonda, però mentre segueix la seva guia és capturat per Bochra, un altre supervivent romulà de l'accident. Tot i que Bochra manté La Forge com a ostatge, revela que està perdent la sensació a les cames a causa de l'accident, mentre que Geordi assenyala que comença a tenir problemes per veure a través de la seva VISOR, el que el porta a concloure que les tempestes estan causant danys neurològics, augmentant l'aposta que han de sortir del planeta per sobreviure. La Forge aconsegueix convèncer-lo perquè s’arrisqui amb la Federació, però quan es dirigeixen a la sonda, Geordi sucumbeix al dany neurològic i no pot veure a través del seu VISOR. Bochra suggereix connectar el VISOR al tri-corder utilitzant la tecnologia combinada per navegar fins a la sonda, i els dos treballen junts per superar les seves discapacitats físiques per arribar-hi.
A la nau, Worf es troba com l'únic donant adequat per al romulà moribund, però es nega a causa del seu rancor amb la raça romulana per matar els seus pares. Picard insta a Worf a posar el seu deure amb la Flota Estel·lar per sobre del seu honor com a klíngon, però tot és en va quan el romulà, rebutjant el tractament, sucumbeix a les seves ferides i mor. Tomalak, indignat perquè l' Enterprise no es trobava al punt d'espera designat a l'hora pactada, viola el tractat i apareix davant de l' Enterprise al planeta. Picard es veu obligat a informar que el tripulant romulà va morir, cosa que enfureix Tomalak i prepara les seves armes per disparar a l' Enterprise. Mentre l' Enterprise aixeca els seus escuts, descobreixen que La Forge ha arribat a la sonda amb una altra forma de vida. Picard adverteix a Tomalak que estan baixant els seus escuts per enviar els supervivents directament al pont. Quan arriben, Bochra informa a Tomalak que La Forge li havia ajudat a salvar la vida. Tomalak ho accepta  i retira les armes. Bochra agraeix amb cautela a La Forge la seva ajuda i és retornat als romulans, i l' Enterprise escorta la nau de Tomalak de tornada a la Zona Neutral sense més incidents.

## Repartiment i doblatge al català
La sèrie va ser doblada al català pels estudis Tramontana (primera part) i Soundtrack (segona part) i emesa a TV3 l’any 1991. Els dobladors de l'episodi foren:
| Personatge      | Actor/actriu     | Veu en català    |
| --------------- | ---------------- | ---------------- |
| Jean-Luc Picard | Patrick Stewart  | Joan Crosas      |
| William Riker   | Jonathan Frakes  | Antoni Forteza   |
| Data            | Brent Spinner    | Joaquim Sota     |
| Geordi La Forge | LeVar Burton     | Aleix Estadella  |
| Worf            | Michael Dorn     | Enric Arquimbau  |
| Beverly Crusher | Gates McFadden   | Aurora Garcia    |
| Deanna Troi     | Marina Sirtis    | Victòria Pagès   |
| Wesley Crusher  | Will Wheaton     | Roger Pera       |
| Bochra          | John Snyder      | Joan Pera        |
| Tomalak         | Andreas Katsulas | Gal Soler        |
| Patahk          | Steve Rankin     | Pep Ribas        |
| Miles O'Brien   | Colm Meaney      | Xavier Fernández |

## Estrena
El 23 d'abril de 1995, "L'oferta" i "L'enemic" es van publicar a LaserDisc als Estats Units
Al Japó, el seu llançament en LaserDisc va arribar el 5 de juliol de 1996, al conjunt de mitja temporada Log. 5: Third Season Part.1 per CIC Video. Aquest incloïa episodis fins a "Una qüestió de perspectiva" en discos òptics de doble cara de 12 polzades. El vídeo estava en format NTSC amb pistes d'àudio tant en anglès com en japonès.
L'episodi es va publicar amb la caixa del DVD de la tercera temporada de Star Trek: La nova generació, llançat als Estats Units el 2 de juliol de 2002. Tenia 26 episodis de la temporada 3 en set discos, amb una pista d'àudio Dolby Digital 5.1. Va ser llançat en Blu-ray d'alta definició als Estats Units el 30 d'abril de 2013.

## Recepció
Aquest episodi es va assenyalar com un dels episodis més destacats sobre la tolerància, en aquest cas destacant les tensions entre els romulans i la Federació.
Keith DeCandido va valorar "L'enemic" a tor.com el 2011 com un bon episodi de Star Trek: La nova generació. Va trobar la història que envoltava La Forge bastant feble, però la que envoltava Worf era encara més forta. Els enfrontaments verbals entre Picard i Tomalak també s'interpreten de manera brillant.
El 2012, TrekMovie.com va classificar "L'enemic" en vuitena posició en una llista dels deu episodis més importants de Star Trek sobre el tema de la tolerància.
Screen Rant va classificar un personatge presentat en aquest episodi, Bochra, com el sisè romulà més important de la franquícia Star Trek. Anthony Vieira va classificar "L'enemic" en el lloc 22 d'una llista del 2021 dels 25 millors episodis de "Star Trek: La nova generació" al lloc web "collider.com".
SyFy va recomanar veure "L'enemic" com a fons sobre extraterrestres romulans per a Star Trek: Picard.